# Tiril Udnes Weng
Tiril Udnes Weng (Lørenskog, 29 september 1996) is een Noorse langlaufster. Ze vertegenwoordigde haar vaderland op de Olympische Winterspelen 2022 in Peking. Weng is de tweelingzus van langlaufster Lotta Udnes Weng en het nichtje van Heidi Weng.

## Carrière
Weng maakte haar wereldbekerdebuut in maart 2015 in Drammen. In januari 2017 scoorde de Noorse in Toblach haar eerste wereldbekerpunten. In maart 2018 behaalde ze in Drammen haar eerste toptienklassering in een wereldbekerwedstrijd. Op de wereldkampioenschappen langlaufen 2019 in Seefeld eindigde Weng als vijftiende op de sprint. In Oberstdorf nam de Noorse deel aan de wereldkampioenschappen langlaufen 2021. Op dit toernooi eindigde ze als zesde op de sprint, als zevende op de 30 kilometer klassieke stijl en als negentiende op de 10 kilometer vrije stijl. Samen met Heidi Weng, Therese Johaug en Helene Marie Fossesholm werd ze wereldkampioene op de estafette, op de teamsprint eindigde ze samen met Maiken Caspersen Falla op de zesde plaats. In december 2021 stond ze in Lillehammer voor de eerste maal in haar carrière op het podium van een wereldbekerwedstrijd. Tijdens de Olympische Winterspelen van 2022 in Peking eindigde Weng als negende op de sprint, als veertiende op de 30 kilometer vrije stijl en als 21e op de 10 kilometer klassieke stijl. Samen met Therese Johaug, Helene Marie Fossesholm en Ragnhild Haga eindigde ze als vijfde op de estafette, op de teamsprint eindigde ze samen met Maiken Caspersen Falla op de achtste plaats.
Op 1 januari 2023 boekte de Noorse in Val Müstair haar eerste wereldbekerzege.

## Resultaten

### Olympische Spelen
| Jaar | Plaats | Resultaten |
| ---- | ------ | --- |
| 2022 | Peking | 9e Sprint (vrije stijl) 21e 10 kilometer klassieke stijl 14e 30 kilometer vrije stijl 8e Teamsprint (klassieke stijl) 5e 4×5 km estafette |

### Wereldkampioenschappen
| Jaar | Plaats     | Resultaten |
| ---- | ---------- | --- |
| 2019 | Seefeld    | 15e Sprint (vrije stijl) |
| 2021 | Oberstdorf | 6e Sprint (klassieke stijl) · 19e 10 km vrije stijl · 7e 30 km klassieke stijl · 6e Teamsprint (vrije stijl) · 4×5 km estafette |

### Wereldbeker
| Legenda | Legenda            |
| ------- | ------------------ |
| TdS     | Tour de Ski        |
| NO      | Nordic Opening     |
| LT      | Lillehammer Triple |
| RT      | Ruka Triple        |
| WBF     | Wereldbekerfinale  |
| STC     | Ski Tour Canada    |
| ST      | Ski Tour           |

Eindklasseringen
| Seizoen   | Algm | DI  | SP  | TdS   |
| --------- | ---- | --- | --- | ----- |
| 2016/2017 | 100e | –   | 66e | –     |
| 2017/2018 | 33e  | 42e | 24e | DNF   |
| 2018/2019 | 18e  | 28e | 18e | 16e   |
| 2019/2020 | 13e  | 17e | 12e | 10e   |
| 2020/2021 | 24e  | 20e | 31e | –     |
| 2021/2022 | 16e  | 16e | 11e | 10e   |
| 2022/2023 |      |     |     | Brons |

Wereldbekerzeges individueel
| Nr. | Datum          | Plaats      | Onderdeel                                 |
| --- | -------------- | ----------- | ----------------------------------------- |
| 1.  | 1 januari 2023 | Val Müstair | 10 km klassieke stijl (handicapstart) TdS |

Wereldbekerzeges team
| Datum           | Plaats | Onderdeel        | Teamgenoten                   |
| --------------- | ------ | ---------------- | ----------------------------- |
| 1 maart 2020    | Lahti  | 4×5 km estafette | Østberg / Johaug / H. Weng    |
| 24 januari 2021 | Lahti  | 4×5 km estafette | Johaug / Fossesholm / H. Weng |